# Ecce Homo (картина Гверчино)
«Увенчание Христа терновым венцом» (итал. Ecco Homo) — картина итальянского художника XVII века Гверчино эпохи барокко. Хранится в Старой Пинакотеке, город Мюнхен.

## Описание
В центре картины изображён Христос. Палач в рыцарских доспехах только что увенчал его голову терновым венцом, и Христос почувствовал боль, хотя отчаянно молился. Фигура в арабской одежде (Иосиф Аримафейский?) и рыцарские доспехи палача резко контрастируют с теплым, обнаженным телом Бога. Эти детали вырисованы Гверчино виртуозно, воодушевленно и так хорошо, что нет сомнений в их материальности. Среди картин Гверчино — эта в числе лучших.